# Hokej na ledu na Zimskih olimpijskih igrah 1948
Hokej na ledu je bil na Zimskih olimpijskih igrah 1948 šestič olimpijski šport. Hokejski olimpijski turnir je potekal med 30. januarjem in 8. februarjem 1948. Zlato medaljo je osvojila kanadska reprezentanca, srebrno češkoslovaška, bronasto pa švicarska, v konkurenci osmih reprezentanc. Olimpijski turnir je štel tudi za Svetovno hokejsko prvenstvo.

## Dobitniki medalj
| Zlato | Srebro | Bron |
| KanadaMurray Dowey Bernard Dunster Jean Gravelle Patrick Guzzo Walter Halder Thomas Hibberd Henri-André Laperrière John Lecompte George Mara Albert Roméo Renaud Reginald Schroeter Irving Taylor | ČeškoslovaškaVladimír Bouzek Augustin Bubník Jaroslav Drobný Přemysl Hainý Zdeněk Jarkovský Vladimír Kobranov Stanislav Konopásek Bohumil Modrý Miloslav Pokorný Václav Roziňák Miroslav Sláma Karel Stibor Vilibald Šťovík Ladislav Troják Josef Trousílek Oldřich Zábrodský Vladimír Zábrodský | ŠvicaHans Bänninger Alfred Bieler Hanggi Boller Ferdinand Cattini Hans Cattini Hans Dürst Walter Dürst Emil Handschin Werner Lohrer Heini Lohrer Reto Perl Ulrich Poltera Gebhard Poltera Beat Rüedi Otto Schubiger Richard Torriani Hans Trepp |

## Končni vrstni red
1. Kanada
2. Češkoslovaška
3. Švica
4. Švedska
5. Združeno kraljestvo
6. Poljska
7. Avstrija
8. Italija